# Yaşar Güler
Yaşar Güler (Ardahan, 18 settembre 1954) è un generale e politico turco, ministro della Difesa nazionale della Turchia dal 4 giugno 2023.
In precedenza ha ricoperto la carica di capo di Stato Maggiore delle forze armate turche dal 2018 al 2023.

## Biografia
Nato nel 1954 ad Ardahan, in Anatolia Orientale, frequentò per due anni l’Accademia militare turca prima di arruolarsi nell’esercito nel 1974. Nel decennio successivo al suo ingresso nelle forze di terra, prestò servizio in diverse compagnie di fanteria e trasmissioni, ricoprendo anche il ruolo di comandante di una di esse. Nel 1986 si diplomò con lode al Collegio di guerra dell’esercito, ottenendo il grado di ufficiale di Stato maggiore. Fu quindi promosso a generale di brigata nel 2001, assumendo il comando della 10ª Brigata di fanteria e la guida del Dipartimento pianificazione e coordinamento dello Stato maggiore.
Quattro anni dopo fu promosso a maggior generale, assumendo incarichi presso lo Stato maggiore e la Scuola dei sistemi di comunicazione e informazione elettronica delle Forze armate turche ad Ankara. Nel 2009 fu assegnato al Comando generale del 4º Corpo d’armata, dove prestò servizio per oltre due anni con il grado di tenente generale. Dal 2011 al 2013 fu capo dell’intelligence delle forze armate; nel 2013 divenne vice capo di Stato maggiore, venendo promosso a generale. Ricoprì poi il ruolo di comandante generale della Gendarmeria tra il 2016 e il 2017, e quello di comandante delle Forze terrestri tra il 2017 e il 2018, per un totale di cinque anni in entrambi i ruoli.
Il 10 luglio 2018 fu nominato da Recep Tayyip Erdoğan come 30º Capo di stato maggiore della Repubblica di Turchia, succedendo a Hulusi Akar, nominato nella stessa data ministro della Difesa nazionale.

### Vita privata
È sposato con Demet Güler, con la quale ha un figlio. È inoltre tifoso del Fenerbahçe.